# Coupe de la fédération soviétique de football 1988
Navigation
Édition 1987 Édition 1989
La Coupe de la fédération soviétique 1988 est la 3e édition de la Coupe de la fédération soviétique de football. Elle se déroule entre le 1er avril et le 22 novembre 1988 et ne concerne que les participants à la première division 1988.
La finale se joue le 22 novembre 1988 au stade Républicain de Kichinev et voit la victoire du Kaïrat Alma-Ata aux dépens du Neftchi Bakou.

## Format
Les seuls participants à la compétition sont les seize équipes de la première division 1988.
La compétition démarre par une phase de groupes, durant laquelle les participants sont répartis en quatre groupes de quatre où il s'affrontent à deux reprises. À l'issue de ces matchs, les deux premiers de chaque groupe se qualifient pour la phase finale à l'issue de laquelle le vainqueur de la compétition est désigné.
Durant la phase finale, en cas d'égalité à l'issue du temps réglementaire d'une rencontre, une prolongation est jouée. Si celle-ci ne suffit pas à départager les deux équipes, le vainqueur est désigné à l'issue d'une séance de tirs au but.

## Phase de groupes
L'intégralité de la phase de groupes prend place entre le 1er avril et le 20 juin 1988. L'attribution des points suit le barème des championnats soviétiques, une victoire rapportant deux points, un match nul un seul et une défaite aucun.

### Groupe A
| Rang | Équipe           | Pts | J | G | N | P | Bp | Bc | Diff |  | Résultats (▼ dom., ► ext.) | ŽAL | DMI | DKI | ZEN |
| ---- | ---------------- | --- | - | - | - | - | -- | -- | ---- |  | -------------------------- | --- | --- | --- | --- |
| 1    | Žalgiris Vilnius | 9   | 6 | 4 | 1 | 1 | 10 | 5  | +5   |  | Žalgiris Vilnius           |     | 3-1 | 3-1 | 2-0 |
| 2    | Dinamo Minsk     | 7   | 6 | 3 | 2 | 1 | 10 | 7  | +3   |  | Dinamo Minsk               | 2-0 |     | 1-1 | 3-1 |
| 3    | Dinamo Kiev      | 4   | 6 | 1 | 2 | 3 | 6  | 10 | -4   |  | Dinamo Kiev                | 1-2 | 0-2 |     | 2-2 |
| 4    | Zénith Léningrad | 4   | 6 | 1 | 2 | 3 | 5  | 9  | -4   |  | Zénith Léningrad           | 0-0 | 2-1 | 0-1 |     |

### Groupe B
| Rang | Équipe            | Pts | J | G | N | P | Bp | Bc | Diff |  | Résultats (▼ dom., ► ext.) | KAI | NEF | CHA | DIN |
| ---- | ----------------- | --- | - | - | - | - | -- | -- | ---- |  | -------------------------- | --- | --- | --- | --- |
| 1    | Kaïrat Alma-Ata   | 8   | 6 | 3 | 2 | 1 | 18 | 12 | +6   |  | Kaïrat Alma-Ata            |     | 4-4 | 3-1 | 6-2 |
| 2    | Neftchi Bakou     | 6   | 6 | 2 | 2 | 2 | 15 | 17 | -2   |  | Neftchi Bakou              | 3-4 |     | 3-1 | 2-3 |
| 3    | Chakhtior Donetsk | 6   | 6 | 2 | 2 | 2 | 10 | 11 | -1   |  | Chakhtior Donetsk          | 2-1 | 2-2 |     | 1-1 |
| 4    | Dinamo Tbilissi   | 4   | 6 | 1 | 2 | 3 | 10 | 13 | -3   |  | Dinamo Tbilissi            | 0-0 | 4-0 | 1-3 |     |

### Groupe C
| Rang | Équipe           | Pts | J | G | N | P | Bp | Bc | Diff |  | Résultats (▼ dom., ► ext.) | SPA | DIN | TOR | LOK |
| ---- | ---------------- | --- | - | - | - | - | -- | -- | ---- |  | -------------------------- | --- | --- | --- | --- |
| 1    | Spartak Moscou   | 9   | 6 | 3 | 3 | 0 | 15 | 4  | +11  |  | Spartak Moscou             |     | 1-1 | 1-1 | 8-1 |
| 2    | Dinamo Moscou    | 7   | 6 | 2 | 3 | 1 | 7  | 6  | +1   |  | Dinamo Moscou              | 0-0 |     | 1-3 | 1-1 |
| 3    | Torpedo Moscou   | 6   | 6 | 2 | 2 | 2 | 6  | 7  | -1   |  | Torpedo Moscou             | 0-3 | 0-1 |     | 1-0 |
| 4    | Lokomotiv Moscou | 2   | 6 | 0 | 2 | 4 | 5  | 16 | -11  |  | Lokomotiv Moscou           | 1-2 | 1-3 | 1-1 |     |

### Groupe D
| Rang | Équipe                 | Pts | J | G | N | P | Bp | Bc | Diff |  | Résultats (▼ dom., ► ext.) | MET | TCH | DNI | ARA |
| ---- | ---------------------- | --- | - | - | - | - | -- | -- | ---- |  | -------------------------- | --- | --- | --- | --- |
| 1    | Metallist Kharkov      | 8   | 6 | 4 | 0 | 2 | 9  | 4  | +5   |  | Metallist Kharkov          |     | 2-1 | 2-0 | 4-1 |
| 2    | Tchernomorets Odessa   | 7   | 6 | 3 | 1 | 2 | 11 | 9  | +2   |  | Tchernomorets Odessa       | 1-0 |     | 2-2 | 3-2 |
| 3    | Dniepr Dniepropetrovsk | 6   | 6 | 2 | 2 | 2 | 5  | 6  | -1   |  | Dniepr Dniepropetrovsk     | 1-0 | 2-1 |     | 0-0 |
| 4    | Ararat Erevan          | 3   | 6 | 1 | 1 | 4 | 5  | 11 | -6   |  | Ararat Erevan              | 0-1 | 1-3 | 1-0 |     |

## Phase finale

### Quarts de finale
Les rencontres de ce tour sont jouées le 28 août 1988.
| Date         | Domicile          | Score                | Extérieur            |
| ------------ | ----------------- | -------------------- | -------------------- |
| 28 août 1988 | Spartak Moscou    | 3 - 2                | Tchernomorets Odessa |
| 28 août 1988 | Metallist Kharkov | 0 - 1                | Dinamo Moscou        |
| 28 août 1988 | Kaïrat Alma-Ata   | 3 - 0                | Dinamo Minsk         |
| 28 août 1988 | Žalgiris Vilnius  | 2 - 2 ap (2 - 4 tab) | Neftchi Bakou        |

### Demi-finales
Les rencontres de ce tour sont jouées les 16 et 17 octobre 1988.
| Date            | Domicile      | Score | Extérieur       |
| --------------- | ------------- | ----- | --------------- |
| 16 octobre 1988 | Neftchi Bakou | 2 - 1 | Spartak Moscou  |
| 17 octobre 1988 | Dinamo Moscou | 0 - 1 | Kaïrat Alma-Ata |

### Finale
| Titulaires :           |                         |    |
|                        |                         |    |
|                        | Sergueï Tchekmezov (en) |    |
|                        | Sergueï Timofeev        |    |
|                        | Iouri Ivanov            |    |
|                        | Evgueni Iarovenko       |    |
|                        | Sergueï Volguine (en)   |    |
|                        | Viktor Karatchoun (ru)  |    |
|                        | Igor Kister             | ?e |
|                        | Sergueï Ledovskikh (en) |    |
|                        | Fanas Salimov (ru)      |    |
|                        | Vakhid Masudov (en)     |    |
|                        | Aleksandr Jidkov (en)   | ?e |
|                        |                         |    |
| Remplaçants :          |                         |    |
|                        | Alimzhon Rafikov        | ?e |
|                        | Sergueï Pasko (ru)      | ?e |
|                        |                         |    |
| Entraîneur :           |                         |    |
| Leonid Ostrouchko (ru) |                         |    |

| Titulaires :          |                        |       |
|                       |                        |       |
|                       | Elkhan Gassanov        |       |
|                       | Novrouz Azimov         |       |
|                       | Asker Abdoullaïev (en) |       |
|                       | Rasim Abushev          |       |
|                       | Vitali Alkhazov        |       |
|                       | Nazim Suleymanov       |       |
|                       | Iounis Gousseïnov      | ?e    |
|                       | Veli Kassoumov         |       |
|                       | Iachar Vakhabzade      | ?e    |
|                       | Machalla Akhmedov (en) |       |
|                       | Samir Alekperov        |       |
|                       |                        |       |
| Remplaçants :         |                        |       |
|                       | Vladislav Lemich (en)  | ?e    |
|                       | Vladislav Kadyrov (en) | ?e ?e |
|                       | Arzou Mirzoïev         | ?e    |
|                       |                        |       |
| Entraîneur :          |                        |       |
| Iouri Kouznetsov (en) |                        |       |

| Titulaires :           |                         |    |
|                        |                         |    |
|                        | Sergueï Tchekmezov (en) |    |
|                        | Sergueï Timofeev        |    |
|                        | Iouri Ivanov            |    |
|                        | Evgueni Iarovenko       |    |
|                        | Sergueï Volguine (en)   |    |
|                        | Viktor Karatchoun (ru)  |    |
|                        | Igor Kister             | ?e |
|                        | Sergueï Ledovskikh (en) |    |
|                        | Fanas Salimov (ru)      |    |
|                        | Vakhid Masudov (en)     |    |
|                        | Aleksandr Jidkov (en)   | ?e |
|                        |                         |    |
| Remplaçants :          |                         |    |
|                        | Alimzhon Rafikov        | ?e |
|                        | Sergueï Pasko (ru)      | ?e |
|                        |                         |    |
| Entraîneur :           |                         |    |
| Leonid Ostrouchko (ru) |                         |    |

| Titulaires :          |                        |       |
|                       |                        |       |
|                       | Elkhan Gassanov        |       |
|                       | Novrouz Azimov         |       |
|                       | Asker Abdoullaïev (en) |       |
|                       | Rasim Abushev          |       |
|                       | Vitali Alkhazov        |       |
|                       | Nazim Suleymanov       |       |
|                       | Iounis Gousseïnov      | ?e    |
|                       | Veli Kassoumov         |       |
|                       | Iachar Vakhabzade      | ?e    |
|                       | Machalla Akhmedov (en) |       |
|                       | Samir Alekperov        |       |
|                       |                        |       |
| Remplaçants :         |                        |       |
|                       | Vladislav Lemich (en)  | ?e    |
|                       | Vladislav Kadyrov (en) | ?e ?e |
|                       | Arzou Mirzoïev         | ?e    |
|                       |                        |       |
| Entraîneur :          |                        |       |
| Iouri Kouznetsov (en) |                        |       |